# Pioggia di meteoriti di Siena
Il 16 giugno 1794 alle ore 19:00 una pioggia di meteoriti si abbatté sulla zona a sud-est della città di Siena.
Questo avvenimento fu il primo ad avvenire in epoca storica e ad essere documentato e studiato in modo scientifico, in particolare da parte di Ambrogio Soldani, abate e naturalista italiano.

## La cronaca
La caduta delle meteoriti fu annunciata dall'apparizione di una nube scura a grande altezza che emetteva fumo, lampi e lenti fulmini inusualmente rossi. Il meteorite cadde a sud-est della città causando una pioggia di pietre che pesavano tra i pochi milligrammi e i 3 kg. Molti furono i testimoni oculari, inclusi alcuni visitatori inglesi, tanto che la caduta di pietre non poté essere negata dalle autorità. A causa di questo molti studenti di università italiane si recarono a Siena per studiare il fenomeno, interrogare i testimoni e formulare ipotesi sulle origini.
Solo 18 ore prima dell'evento era cominciata un'eruzione del Vesuvio. Ciò divise gli studiosi in due partiti: chi credeva che i due eventi fossero collegati, nonostante il vulcano si trovi a circa 450 km a sud-est di Siena, e chi credeva che i due eventi non fossero collegati e intendeva investigare in altre direzioni. Va considerato che, in piena epoca dei Lumi, la possibilità che pietre piovessero dal cielo era stata considerata una credenza popolare non spiegabile con la ragione. Questo avvenimento provato ed innegabile, invece, riaprì la questione.

## Le conseguenze
Due mesi prima dell'evento, il fisico tedesco Ernst Chladni aveva pubblicato a Riga e Lipsia un volume dal titolo Origine delle pietre ferrose, concludendo che, in base alle notizie storiche, le pietre effettivamente potevano cadere dal cielo. Fino al 1795 il libro fu stroncato dai suoi colleghi, ma tutto cambiò quando le prime notizie dell'evento senese cominciarono ad arrivare a Berlino nel 1796, anno in cui il libro veniva pubblicato in Gran Bretagna. In questo paese il terreno culturale era più fertile, dato che le notizie da Siena si erano già diffuse grazie ai viaggiatori di ritorno dalla Toscana. Questi recavano con sé i loro racconti, i disegni e le "pietre cadute", "patacche" da turisti ante litteram. Nel 1795, inoltre, la Royal Society aveva pubblicato un resoconto sull'eruzione del Vesuvio a firma dell'ambasciatore presso il Regno di Napoli, Sir William Hamilton, che includeva anche la caduta di pietre di Siena. Questo resoconto fu il mezzo tramite il quale l'evento fu reso noto in Francia e Germania. Il caso senese venne anche rinforzato dalla caduta di una pietra di quasi 30 kg nello Yorkshire il 13 dicembre 1795 alle 15:30. Edward King, della Reale Società, pubblicò nel 1796 un libro sull'avvenimento. Avendo ricevuto poco prima della pubblicazione il testo di Chladni, lo citò ampiamente nel suo testo.
Questo libro, criticato fortemente in Gran Bretagna, fu comunque diffusissimo e generò la notifica di numerosi eventi di caduta di meteoriti. In un caso venne riportata una notizia di una caduta di 17 anni prima in Irlanda, il cui testimone aveva tenuto per sé per paura del ridicolo.
Si può quindi affermare che l'evento senese fu la causa scatenante di un nuovo atteggiamento verso la "caduta di pietre" ed il suo studio scientifico.